# Anubió
Anubió (en grec antic Ἀνουβίων), va ser un astròleg, autor de tractats i poemes astrològics, dels quals se'n conserven alguns fragments.
No es tenen dades de la seva vida, però sabem que Manethó va utilitzar els seus escrits, i se'l pot situar cap el segle iii aC. Pel seu nom, potser un pseudònim, sembla d'origen egipci. D'un poema seu escrit en grec, del que no se sap el títol, es conserven dotze versos en una obra d'Hefestió de Tebes, i alguns altres versos en una antologia astrològica recollida en un papir. El fragment més llarg conservat fa referència a la influència dels astres en el moment del naixement. Fírmic Matern el cita entre els astròlegs coneguts de l'antiguitat.